# カープ女子
カープ女子（カープじょし）は、プロ野球セントラル・リーグの球団・広島東洋カープを応援する女性のことである。
2013年頃からマスメディアに盛んに取り上げられ、スポーツにおける女性ファンブームの火付け役になった。

## 歴史

### 言葉の発祥
2013年9月30日のNHK『ニュースウオッチ9』内で放送された「なぜ首都圏で急増? カープファン」という特集の中で「カープ女子」という言葉が使われたのが、このネーミングの発祥とされている。特集内に登場した女性ファンは、自身のことを「カープファン女子」と名乗ったが、番組スタッフの間で「番組で紹介した時の愛称が新しい潮流になれば」という思いがあり、様々な議論が交わされた。そこで2つの単語をくっつけた造語を考え、チームを表す「カープ」か「鯉」の2つと、女性を表す「女子」「ガール」「ジョ（女）」の3つの2×3の計6パターンの中から、見ても聞いても分かりやすい「カープ女子」という言葉が選ばれた。Google Trendsで「カープ女子」が検索されたのもこの日が初めてである。この放送の翌週以降に民放各社がこぞって「カープ女子」のフレーズを用いて特集を始めたといわれ、ここから一気にそのネーミングが拡散、定着したとされている。多様な側面からNHKで特集が組まれ続けてきた球団はカープ以外にないとも言われる。カープファンの桝太一は「当時『カープ女子キテルんじゃない!?』と思って、『ZIP!』（日本テレビ）に企画を出そうとしたら、『いないだろ！（笑）』と突っぱねられ…NHKさんに先を越されてしまいました（笑）」と述べている。

### 前史
カープの地元・旧広島市民球場時代は、平日に子供や女性が球場に来るというイメージはなく、汚い野次が飛び交う"男の世界"だった。この旧市民球場時代から「女子カープ後援会」「レディースファンクラブ」など女性に特化した団体もあり、球団もレディースカープという女性のためのファンクラブを用意し、女性ファンを育ててきた歴史はあった。カープの有名な応援スタイルである「スクワット応援」は今で言うカープ女子が始めたという説もあるが、広島県民は昔から老若男女問わずカープを応援しているため、地元で特別女性ファンが増えたという意識を持ったことはなかった。ただ2009年に二代目広島市民球場・MAZDA Zoom-Zoom スタジアム広島が出来て、球場がキレイになったこともあり、女性や家族連れなども足を運びやすい雰囲気になり、客層も変化していった。新球場誕生とともにカープ球団も新規ファンの開拓を目的として女性ファンを増やす施策を始めたとされるが、広島県民は「熱しやすく冷めやすい県民性」とされ、新球場効果もすぐに引き、開場二年目の2010年から2013年まで観客動員は、横ばい傾向が出ていた。

### 2010年代
2010年にネットで増えつつあったカープの女性ファンをテーマにしたブログ「CARP-girl-CARP」が開設され、一部で話題を集めた。カープに女性ファンが増えていることをマスメディアが取り上げ始めたのは2011年頃で、地元広島ではなく、首都圏でのカープの女性ファンを取り上げたのが最初だった。カープ私設応援団「緋鯉会」によれば、関東地方のカープファンが増え始めたのは2003年頃からというが、カープ球団の野平真広報室長は「首都圏で女性ファンが増え出したのは2011年か、2012年頃から」と話している。東京ヤクルトスワローズの本拠地球場である神宮球場（東京都新宿区）は、かつてカープ戦は楽勝でチケットがとれるカードで、カープファンに囲まれることなどありえず、3塁側のスタンドも内外野ともにガラガラだったが、同球場におけるプロ野球1試合当たり平均入場者数が、2011年頃から対カープ戦が、対阪神戦や巨人戦を凌ぐ混雑ぶりになった。民間調査機関が無作為に選んだ全国の20歳以上の男女を対象に「一番好きなプロ野球球団」を調査したところ、2011年頃から年ごとにカープの比率が高まっており、誤差もあるため断定はできないが、カープに興味を持つ人が全国で増えている可能性も考えられた。『中国新聞』2012年8月19日付に「関東の『コイ党』沸騰 入場者数 昨年比1試合2700人増 チーム好成績 若手活躍期待」と、朝日新聞デジタル2012年9月7、8日に「カープファンが首都圏を席巻している」という内容の記事が載る。マスメディアは当時のカープファンの女性を「カープガール」と呼んでいた。これらはもともとは関東在住の若く、ファン歴が浅い女性カープファンの意味合いが強かった。2013年時でカープファンクラブ会員1万5千人のうち、約2割が関東在住者だったといわれ、ファン向けフリーペーパーは、都内の飲食店に配布されるとすぐに無くなるといわれた。比治山大学短期大学部にも勤めた粟屋仁美敬愛大学教授（現・文京学院大学教授）の当時の調査では、カープ女子の71％が出身地、居住地とも広島以外で、ここ数年でファンになったと答えたという。全国的にファンが増えたのは突然ではなく、大都市圏を中心にカープファンが増加したことで、神宮球場のヤクルト戦、東京ドームでの巨人戦、横浜スタジアムでの横浜戦など、対カープ戦は大幅な伸びを示し、他の対戦カードを上回るようになった。スタンドの半分以上が赤で埋め尽くされることも珍しくなくなり、このうち2014年頃は首都圏で行われる対カープ戦のビジター席は3-4割が女性となり、女性ファンの存在がより強調された。ヤクルト球団によると「神宮球場の広島戦の観客動員数はこの（2014年までの)5年で三塁側を中心に倍近くまでふくれあがった」という。また、同球団営業部の黒石誠治課長は、広島戦が巨人戦、阪神戦に代わるドル箱になったとした上で「赤いユニホームばかりで（神宮球場が広島の）本拠地みたいな雰囲気になる」と驚いている。大塚淳弘巨人営業企画部長も「広島ファンが増えているのは間違いない」と話した。首都圏の主要球場でのカープファンの存在感が高まっていたタイミングでNHK『ニュースウオッチ9』の特集で取り上げられ、一気にそのネーミングが拡散し、CSに進出が決まった頃は「カープ女子」という単語はすっかり一般化したといわれる。2013年のセ・リーグクライマックスシリーズで野球ファンを驚かせたのが、三塁側アルプス席から左翼席にかけ、左半分を赤く染める甲子園球場だった。
セ・リーグ6つの本拠地球場での対戦相手別の1試合当たり平均入場者数は、2009–2011年には概ねどの球場でも巨人戦、阪神戦が1位、2位を独占していたが、2012–2015年ではカープが神宮球場で1位、ナゴヤドームと甲子園球場で2位、先述のNHK『ニュースウオッチ9』では、東京ドームで最も観客を集めるのが広島戦で、阪神戦などよりも多いという、驚きのランキングが紹介され、集客面の存在感が高まった。旅行ガイドブック「るるぶ」では、2013年3月、20、30代の女性をターゲットに日本のプロ野球チーム1球団の特集としては初となる「るるぶ広島カープ」を発行した。初版の3万5,000部はほぼ完売した。2013年から2016年度の4年間の推移では、広島カープを応援する人の割合が、カープ女子が話題となった影響などで、プロ野球チームの中で唯一増加しているといわれた。

### 〇〇女子
「男子」「女子」は、「男子」が「なんし」と読ませて平安後期から、「女子」は「男子」よりは新しく、幕末か明治初期ごろから、法的に男と女を分ける必要に迫られたため、使われるようになったとされ、以降は学校用語として長く使用された。成人女性に対して「女子」が使われるようになったのは1990年代後半とされ、宝島社のファッション誌『sweet』が1999年に「28歳、一生"女の子"宣言！」を掲げて創刊したり、安野モヨコが1990年末頃から情報誌の連載エッセイで盛んに「女子」を登場させた。「働く女性」向けの企画に力を入れていた週刊誌『AERA』が2002年6月号で「30すぎても『女子』な私たちーー学校時代の対等な感じで男社会に自然に立ちたい」というタイトルの記事を載せた。2000年代に入ると「女子」は拡大の一途をたどる。2003年には宝島社が「30代女子」を掲げてファッション誌『InRed』を創刊。2009年には「女子力」、2010年には「女子会」がともに新語・流行語大賞にノミネートされた。こうした流れの中での「カープ女子」の登場であった。女性を指す呼称としては同時期に「山ガール」「森ガール」などの「〇〇ガール」や「歴女」などの「〇〇女」などの言い方もあったが、年齢を重ねた女性からしても「女子」と呼ばれて悪い気はせず、言葉としても若々しく感じる点、学校にいるような男性に対する対等感、「〇〇ガール」が消費を促す娯楽的なイメージに比べて社会的な意味でもアクティブなイメージがあることから「〇〇女子」が広まる一因になったという見方がある。『「女子」の誕生』という著書もある米澤泉甲南女子大学教授は「職業を持つ女性が増え、必ず結婚しなければならないという呪縛から女性が解放されて『30代の働く未婚女性』が増え、彼女たちをどう呼ぶかとなったときに『女子』がぴったりはまった」と解説している。特徴としてこれまで男性の領域とされていたところに女性が乗り出すようになったときに「〇〇女子」が使われる傾向にある。ただ「女子」という言い方はジェンダー論的には使いにくくなっていくという論調もある。

### 関東カープ女子 野球観戦ツアー
2014年5月10日、カープ球団が首都圏を中心に増え続ける女性ファン向けに「新幹線でマツダスタジアムへGO！『関東カープ女子 野球観戦ツアー』」を開催し大きなニュースになった。女性スタッフの発案を松田元オーナーらが採用して、西日本旅客鉄道（JR西日本）、資生堂などが企画に賛同したことで実現した。関東在住の女性を対象に、球団が東京 - 広島の往復の新幹線代約500万円を負担するという太っ腹ツアーで、募集人員148人に対し2305人の応募があり、倍率は15倍超という驚異的な競争率だった。この日の試合はカープが中日ドラゴンズ相手に13対5で圧勝し、勝利投手となったエース前田健太がヒーローインタビューで「関東から新幹線でカープ女子の方が来てくれたということで、勝てて良かったです。応援ありがとうございました」と感謝の言葉を述べた。このツアーの模様は後日、『NEWS ZERO』（日本テレビ）で特集が組まれて全国放送された。

### ブーム
2014年以降、各メディアでは「カープ特需」ともいうべき現象が起きた。雑誌を開けば女性誌でもカープ特集が組まれ、書店のスポーツコーナーも赤い色が目立ち、テレビ番組にもたくさん取り上げられた。2014年5月7日のテレビ朝日の『マツコ&有吉の怒り新党』では、収録スタジオがあらゆるカープグッズで埋め尽くされた上、番組内でさまざまなグッズと選手が紹介された。翌5月8日の日本テレビの『ZIP!』では、快進撃を続けるカープの「ユニークな客席が魅力のマツダスタジアム」「次々と生まれるユニークなグッズ」「超体育会系の応援スタイル」「強さ」が特集された。5月13日にも同局の『NEWS ZERO』で、増え続けるカープ女子に関する特集が組まれた（先述）。さらにその翌日の5月14日、同じく同局の『ZIP!』の料理コーナーである「MOCO'Sキッチン」にて、野村謙二郎監督がこの番組のファンであることが紹介された。5月22日にはフジテレビの『めざましテレビ』の「ココ調」でカープファンの特集が組まれ、「広島県外のカープファンの増加」「可愛いグッズ」「記念Tシャツ」「若い生え抜き選手」「分かりやすく楽しい応援」などが紹介された。特に読売新聞グループ・巨人のお膝元である日本テレビが情報番組で連日広島東洋カープに関するニュースを放送するのは極めて異例であった。25年ぶりのリーグ優勝を決めた2016年には、各テレビ局がカープファンを取り上げた企画やテレビ番組を放送し『アメトーーク!』（テレビ朝日系）で、9月29日に3回目の「広島カープ芸人」（「25年ぶりの優勝で公約実現…緊急！カープ芸人」）が放送された。この放送回が地元広島で23.6％の高視聴率を記録し、その熱狂が新聞でも報道された。この頃から過剰な"郷土愛"を押し出した番組が増えたといわれる。『アメトーーク!』の加地倫三演出・プロデューサーは「地方球団が持つ熱は高い。多くの伝説がある前田智徳選手やゴム風船（ジェット風船と見られる）、スクワット応援など話題も豊富」と企画経緯について説明した。2014年にもチームが開幕から好調なこともあって、さらにメディアへの露出を増やし、同年の第31回 新語・流行語大賞トップテンに選ばれた。一方、2016年11月30日放送の『水曜日のダウンタウン』では「にわかカープ女子一斉摘発」という企画が放送され、都内および広島県のカープ女子にチームに関する問題を尋ねたところ、都内のカープ女子はチームの基本情報のみならず野球そのもののルールさえも知らない人が大半を占め、ブームの実態を浮き立たせる結果ともなった。

### カープ女子の分類
カープに女性ファンが増加した理由については、ホーム球場でなら球団の経営努力で観客動員数を増やせることも可能であるが、ビジター球場となると、場所が敵地となるだけに球団の経営努力だけではどうにもならず、はっきりと特定はできないが、以下の理由が論じられる。上京した広島出身女性やルーツを広島に持つ、親族がカープファンだったりは勿論、2009年入団した堂林翔太が2012年頃に1軍に定着し、野村祐輔も入団する等、爽やかイケメン選手が増えたこと、「他の球団とは背負っているものが違う。応援のしがいがある」、「もともと団結力が強いカープファンの仲間として一体感を味わえる」、「資金力で有力選手を集める球団が上位を占める中、親会社のない広島は育てた選手ばかり。成長を感じられる」、「"スクワット応援"が楽しい。一体感があって。知らない人とも楽しめる」、「たまたま誘われて行ったカープの応援にはまった」、「母性本能がくすぐられる。ビンボー市民球団だからこそ応援しないと」、「インディーズアイドルを育てるような感覚」、「シロウト同然の頃から生徒（劇団員）を応援し、トップへと登っていくプロセスを伴走するヅカファンと共通する感覚」、「ジャニーズビジネスに似た感覚」、「球場の女子トイレが綺麗になったから」、「グッズなども他球団と比べて圧倒的にセンスの良さが光り、女心をくすぐった」、チームカラーが女性が好むとされる赤で、かわいい赤のユニフォームがウケた等である。鈴木秀男慶應義塾大学教授は「生え抜き選手を育成する伝統があり、弱いチームが強いチームに立ち向かうことも共感を覚えるのでは」と分析。カープファンの水野誠明治大学教授は「キクマルの擡頭期と重なる」と論じている。JTBパブリッシングるるぶ西日本エリア勇上香織編集長は「若い選手が育っていく過程が面白いのでは」と指摘。新藤邦憲カープ私設応援団連盟会長は「赤い色、独特のスクワット応援が人気を呼んでいるのでは」と話している。関東の広島ファン向けの学生制作フリーペーパー「Capital」の若山優里奈編集長は「人間味あふれる温かいチームが魅力」と話し、年20回以上訪れる外野席は「若い人がどんどん初観戦の人を連れてくる」と雪だるま式のファン増加を実感したと話した。
『AERA』2014年6月30日号の特集「Girls meet Carp＿ カープ女子が野球を救う」では首都圏カープ女子を6つの勢力に分類している。元選手のコーチのユニを着てベテラン感を出す20代以上の広島出身者「人生捧げ隊」、広島及びその近郊出身者で球場に駆け付ける勇気はないアラフォー「陰ながら見守り隊」、「球場での一体感や仲間とつながる感覚がモチベーション、弱者が強者を倒す半沢直樹的な情景に爽快感を感じる地方出身のアラサー「カープでつながり隊」、堂林翔太入団以降、勢力を拡大した押しメンの動きに一喜一憂する10-20代「キュンキュンし隊」、資金面など恵まれないカープを、都会で懸命に働く自分の身の上に重ね励まされるバリキャリ30代「カープに癒され隊」、カープの赤ユニをいかに可愛く着こなし球場で目立つかに勝負を賭け、試合の勝敗は気にしない10-20代「マイファッション披露し隊」。江頭満正尚美学園大学総合政策学部専任講師（当時）は「かつて男のものだったビアガーデンを女性が満喫し始めたのと同様、女子ならではの方法でプロ野球を楽しむようになった。カープファンに染まる外野席を観た福岡ソフトバンクホークスのスタッフが『これはどんたくに近い祭だ』とお祭りグッズを揃えたように、カープは女子が楽しめる手伝いをしている。スポーツの多様化で、観客は分散化し、勝利だけではファンを繋ぎ留められなくなっている。女子のマーケティングは今後絶対に必要で他球団も見習うべき」と論じていた。

## 影響
さまざまなジャンルの女性ファンに愛称をつける習慣は「カープ女子」から広がったとされる。前述の大塚淳弘巨人営業企画部長は「将来の野球界の発展を考えても、地方の主催試合やビジターで観客を増やすことは大切。広島の姿勢は非常に参考になるし、巨人軍としても一層、強く取り組んでいかなければならない」などと述べた。2013年12月22日、当時低迷していたオリックス・バファローズの選手たちが兵庫県内で女性ファン限定イベントを行い、女性ファンの獲得作戦を展開。同チームの伊藤光捕手がオリックスファンの女子を「オリ嬢」と命名し（後に「オリ姫」に改名）、これが翌日のスポーツ紙で報じられた。またJリーグ・セレッソ大阪の若手選手に女性ファンが増えていたことから、これを「セレッソ女子」→「セレ女」と呼ぶようになり、女性ファンを取り込むという戦略は他球団、他スポーツにも波及した。
このようにカープ女子がブームになったものの、その一方でカープにはNPB12球団で唯一、公式の女性チアリーディングチームが存在していない。似た組織としては、一般人3名で構成されたホームランガールが存在しており、本塁打を打った広島の選手に「ホームラン人形」を贈呈している。また、5回裏の応援「CCダンス」の際には、ビールの売り子がタンクを脇においてスタンド通路でパフォーマンスする。